# Uramaki (singolo)
Uramaki è un singolo del cantautore italiano Mahmood, pubblicato il 27 aprile 2018 come primo estratto dal primo EP Gioventù bruciata.

## Descrizione
Con il brano Mahmood partecipa al concorso web Italian Music Festival 15, vincendo il primo premio

## Video musicale
Il videoclip, diretto da Martina Pastori, è stato pubblicato il 2 maggio 2018 sul canale Vevo-YouTube del cantante.

## Classifiche
| Classifica (2019) | Posizione massima |
| ----------------- | ----------------- |
| Italia            | 86                |